# Grenada op de Olympische Zomerspelen 2016
Grenada nam deel aan de Olympische Zomerspelen 2016 in Rio de Janeiro, Brazilië. Zeven atleten behoorden tot de selectie, actief in de atletiek en het zwemmen. Atleet Kirani James verdedigde zijn gouden medaille van 2012, de eerste medaille van Grenada op de Olympische Spelen. Hij moest in Rio genoegen nemen met de zilveren medaille.

## Medailleoverzicht
| Sport    | Olympiër     | Onderdeel     | Medaille |
| -------- | ------------ | ------------- | -------- |
| Atletiek | Kirani James | 400 meter (m) | Zilver   |

## Deelnemers en resultaten
(m) = mannen, (v) = vrouwen 

### Atletiek
| Olympiër         | Discipline | Resultaat | Prestatie                                                                      |
| ---------------- | ---------- | --------- | ------------------------------------------------------------------------------ |
| Kirani James VO  | 400m (m)   | Zilver    | serie 6: 1ste in 44,93 halve finale 1: 1ste in 44.02 finale: 2de in 43,76      |
| Bralon Taplin    | 400m (m)   | 7e        | serie 2: 1ste in 45,15 halve finale 3: 1ste in 44,44 (1e) finale: 7de in 44,45 |
| Kurt Felix       | tienkamp   | 9e        | 8323 punten                                                                    |
| Lindon Victor VS | tienkamp   | 16e       | 7998 punten                                                                    |
|                  |            |           |                                                                                |
| Kanika Beckles   | 400m (v)   | 32e       | serie 5: 5de in 52,41                                                          |

### Zwemmen
| Olympiër          | Discipline           | Resultaat | Prestatie               |
| ----------------- | -------------------- | --------- | ----------------------- |
| Corey Ollivierre  | 100m schoolslag (m)  | 46e       | serie 1: 6de in 1.08,68 |
|                   |                      |           |                         |
| Oreoluwa Cherebin | 100m vlinderslag (v) | 41e       | serie 1: 2de in 1.10,40 |